# Anthophora zimini
Anthophora zimini är en biart som beskrevs av Gussakovsky 1935. Anthophora zimini ingår i släktet pälsbin, och familjen långtungebin. Inga underarter finns listade i Catalogue of Life.